# 科茲利夫 (佩列亞斯拉夫-赫梅利尼茨基區)
50°12′55″N 31°34′14″E / 50.21528°N 31.57056°E
科茲利夫（烏克蘭語：Козлів）是位於烏克蘭北部的村莊，由基辅州鲍里斯皮尔区的斯圖德尼基市鎮負責管轄。該村面積4.14平方公里，海拔高度101米，2001年人口604，人口密度每平方公里145.9人。